# Thủ tục tố tụng
Thủ tục tố tụng là một hoạt động tìm cách kích hoạt quyền lực của tòa án để thi hành một điều luật. Mặc dù thuật ngữ này có thể được định nghĩa rộng hơn hoặc hẹp hơn khi hoàn cảnh yêu cầu, nhưng đã lưu ý rằng "thủ tục tố tụng pháp lý bao gồm các thủ tục tố tụng được đưa ra bởi hoặc theo sự xúi giục của cơ quan công quyền, và kháng cáo quyết định của tòa án hoặc tòa án ". Thủ tục tố tụng nói chung được đặc trưng bởi một quy trình có trật tự, trong đó những người tham gia hoặc đại diện của họ có thể đưa ra bằng chứng ủng hộ cho yêu cầu của họ, và tranh luận để ủng hộ những diễn giải cụ thể của pháp luật, sau đó một thẩm phán, bồi thẩm đoàn hoặc nhân chứng khác đưa ra xác định các vấn đề thực tế và pháp lý.
- Các hoạt động cần thiết để có một quy trình pháp lý của tòa án đã được cung cấp, chẳng hạn như thông qua dịch vụ của quá trình.
- Tiến hành xét xử, cho dù là một vụ kiện hay xét xử dân sự, hay một phiên tòa hình sự.
- Ban hành và thi hành các lệnh của tòa án, bao gồm cả những thứ bị tịch thu.
- Điều trần, đặc biệt là phiên điều trần hành chính.
- Trọng tài.[3]

Các phiên điều trần của Quốc hội thường không được coi là thủ tục tố tụng, vì chúng thường không được hướng tới việc áp dụng hình phạt đối với một cá nhân cụ thể đối với một sai phạm cụ thể. Tuy nhiên, luận tội thủ tục tố tụng thường được thực hiện như thủ tục tố tụng pháp lý, mặc dù các chuyên gia tranh cãi về vấn đề cho dù họ là thủ tục tố tụng chủ yếu quy phạm pháp luật, hoặc chỉ đơn thuần là thủ tục tố tụng chính trị mặc thủ tục pháp lý và ngôn ngữ. Richard Posner, chẳng hạn, đã khẳng định rằng đó là "ý định của những người soạn thảo Hiến pháp rằng một vụ kiện luận tội chủ yếu là một thủ tục tố tụng, giống như một vụ truy tố hình sự, chứ không phải là một truy tố mang tính chính trị".